# Colobothea obtusa
Colobothea obtusa är en skalbaggsart som beskrevs av Bates 1865. Colobothea obtusa ingår i släktet Colobothea och familjen långhorningar. Inga underarter finns listade i Catalogue of Life.